# Orellanin
Orellanin je pyridinový alkaloid. Tvoří bezbarvé, modře fluoreskující krystalky. Molekuly jsou silně polární, což je dáno tautomerií mezi neutrální a vnitřně iontovou formou (viz strukturní vzorec). Ve vodě a většině organických rozpouštědel je nerozpustný. Rozpouští se v pyridinu, methanolu, dimethylsulfoxidu a kyselině trifluoroctové.

## Chemické reakce
Při zahřátí nad 150 °C se pomalu rozkládá a přeměňuje se na nejedovatý žlutý orellin; se stoupající teplotou se rychlost rozkladu zrychluje, až může probíhat téměř explozivně.

## Výskyt v přírodě

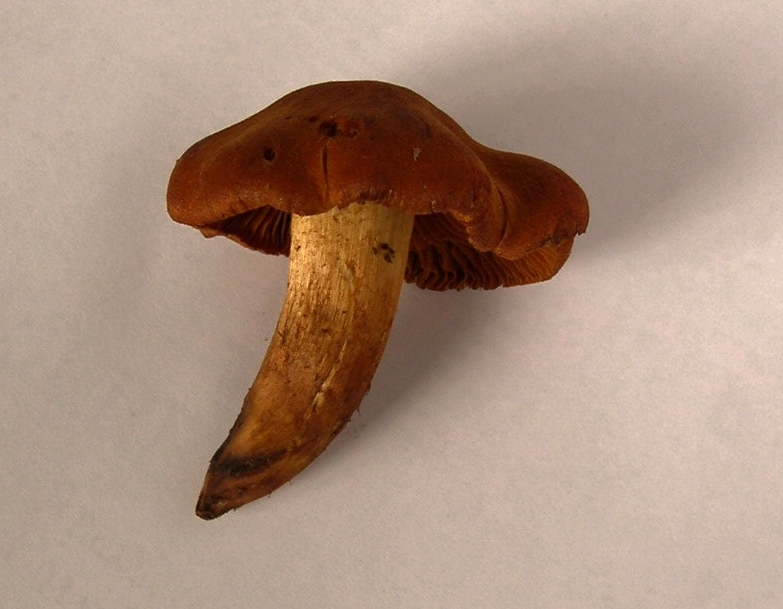
Pavučinec plyšový - houba s obsahem orellaninu

Vyskytuje se v některých jedovatých druzích hub rodu pavučinec (Cortinarius), zejména:
- Cortinarius orellanus Fries – pavučinec plyšový
- Cortinarius rubellus Cooke – pavučinec skvělý

Obsah orellaninu v plodnicích kolísá; největší (kolem 0,4 až 0,5 %) je v kloboucích.

## Použití
Orellanin má baktericidní a insekticidní účinky, ale k těmto účelům nebyl nikdy prakticky použit.

## Toxický účinek
Orellanin patří mezi nefrotoxiny, tedy jedy napadající ledviny. Zatímco počáteční symptomy v gastrointestinálním traktu jsou prakticky neznámé, přicházejí vlastní projevy otravy, spočívající v poruše funkce ledvin, po latenci v délce od 2 do 17 dní. Délka latentního období závisí zejména na množství požitého jedu. Nejdůležitější symptomy jsou únava, ztráta chuti k jídlu, bolesti hlavy, silná žízeň se stálým pocitem sucha v ústech, pálení na jazyku a na rtech, nucení k močení, žaludeční nevolnost až zvracení, průjem, zimnice, pocit chladu bez zvýšené teploty, bolesti v kříži, v končetinách a všeobecně ve svalech. Postupující poškození ledvin později vede naopak k omezení produkce moči a k zácpě. Souběžně s tím stoupá v krvi koncentrace kreatininu a kyseliny močové. Naopak v moči se objevuje zvýšená koncentrace bílkovin (především albuminu), bílých a červených krvinek. Výjimečně dochází i k neurologickým změnám a k projevům poškození jater (žloutenka). Otrava velmi často končí smrtí, případně trvalým poškozením ledvin, vyžadujícím pravidelnou dialýzu případně transplantaci ledvin.
Smrtná dávka LD50 je u myší při podání tlamou mezi 4,9 až 8,3 mg/kg tělesné hmotnosti.

## Původ jména
Jméno je odvozeno od latinského druhového epiteta pavučince plyšového („orellanus“), z něhož byl tento alkaloid poprvé izolován.